# Virbia parva
Virbia parva är en fjärilsart som beskrevs av William Schaus 1892. Virbia parva ingår i släktet Virbia och familjen björnspinnare. Inga underarter finns listade i Catalogue of Life.